# Дом зажиточного казака (Старочеркасская)
Дом зажиточного казака — жилой дом в станице Старочеркасская, по адресу Пионерская, 43. Памятник архитектуры второй половины XIX века. Имеет статус памятник градостроительства и архитектуры регионального значения Ростовской области.

## История и описание
В 35 км от Ростова-на-Дону вверх по реке Дон, на правом её берегу расположилась станица Старочеркасская. Станица ранее исполняла роль столицы донских казаков — город Черкасск. Данный дом является одним из объектов уникального и самобытного уголка казачьей старины.
Дом зажиточного казака располагается по улице Пионерская, дом 39. Это двухэтажное здание площадью 548,6  м² на земельном участке площадью 470 кв м.
По решению Малого совета Ростовского областного совета народных депутатов № 301 от 18.11.1992 дом признан памятником архитектуры.
Дом-крепость является одним из старейших на Дону. После Октябрьской революции здесь размещался станичный совет. В 1970-е годы в доме заседало правление совхоза, на данный момент дом находится в частном домовладении.

## Примечание
1. ↑  "Памятники и памятные места ст.Старочеркасской". siamz-ro.ru. Дата обращения: 14 декабря 2019. Архивировано 1 февраля 2020 года.
2. ↑  K. S. Bose, R. H. Sarma. Delineation of the intimate details of the backbone conformation of pyridine nucleotide coenzymes in aqueous solution // Biochemical and Biophysical Research Communications. — 1975-10-27. — Т. 66, вып. 4. — С. 1173–1179. — ISSN 1090-2104. — doi:10.1016/0006-291x(75)90482-9. Архивировано 25 апреля 2020 года.
3. ↑  R. J. Smith, R. G. Bryant. Metal substitutions incarbonic anhydrase: a halide ion probe study // Biochemical and Biophysical Research Communications. — 1975-10-27. — Т. 66, вып. 4. — С. 1281–1286. — ISSN 0006-291X. — doi:10.1016/0006-291x(75)90498-2. Архивировано 11 мая 2020 года.
4. ↑  Дом-памятник в ст. Старочеркасской выставили на продажу за 25 млн руб. РБК. Дата обращения: 14 декабря 2019. Архивировано 14 декабря 2019 года.